# 劉氏 (何無忌母)
刘氏（?—?），彭城（今江苏省徐州市）人，何无忌之母，晉朝時期女性人物，征虏将军刘建之女。
刘氏年轻时有志节。弟弟刘牢之被桓玄所杀，刘氏怀恨在心，常思报复。到了何无忌与刘裕共谋起兵讨桓玄，刘氏知道儿子举措有异，喜而不言。何无忌夜间在屏风裹制檄文，刘氏暗中用器具盖上烛火，悄悄登上凳子在屏风上偷看，知道了之后，哭着抚摸何无忌：“我不如东海吕母明白！既辜负诚意，常常担心寿命短促，你能如此，我仇雪耻了。”问他的同谋，知道主事的是刘裕，更加高兴，于是说桓玄必败、义师必定成功的道理来勉励何无忌。后来就像她说的一样。